# Нікола Ріццолі
Ніко́ла Ріццо́лі (італ. Nicola Rizzoli; нар. 5 жовтня 1971 року, Мірандола, Італія) — італійський футбольний арбітр. Поза футбольною діяльністю — архітектор.

## Кар'єра
Ріццолі обслуговує Серію А з 2002 року, з 2007 року є арбітром ФІФА. У 2007 став володарем призу найкращого арбітру Італії — Премії Джованні Мауро. У червні 2009 року Нікола увійшов до елітної групи арбітрів УЄФА, що означає що він може судити найважливіші матчі під егідою УЄФА, головним чином Лігу чемпіонів. 7 квітня 2010 року обслуговував матч-відповідь чвертьфіналу Ліги чемпіонів між англійським «Манчестер Юнайтед» і німецькою «Баварією», у другому таймі суддя видалив захисника англійців Рафаела да Сілву.
Судив матчі чемпіонату Європи 2012 року та чемпіонату світу 2014.
1 березня 2016 увійшов до складу суддівської бригади для обслуговування матчів чемпіонату Європи з футболу 2016.
З осені 2016 року обслуговував відбіркові матчі до чемпіонату світу 2018 року. Останній матч, який він відсудив, це гра в рамках цього відбору Боснія — Греція, яка була зіграна 9 червня 2017 року.
У липні 2017 року Ріццолі завершив кар'єру футбольного судді, хоча за правилами міг продовжувати її ще один рік, і був призначений керуючим суддівським корпусом вищої ліги чемпіонату Італії. 2 липня 2021 року його місце зайняв Джанлука Роккі.
В листопаді 2021 року був призначений куратором підготовки українських арбітрів.